# Капсохори
Капсохори или Капчохор (на гръцки: Καψοχώρι, катаревуса Καψοχώριον, Капсохорион) е бивше село в Република Гърция, дем Александрия, област Централна Македония, днес квартал на град Александрия (Гида).

## География
Капсохори е разположено на 10 m надморска височина в областта Урумлък (Румлуки), южно от железопътната линия Солун – Бер, докато Александрия (Гида) е на север.

## История

### В Османската империя
В XIX век Капсохори е гръцко село в Берска каза на Османската империя. Александър Синве („Les Grecs de l’Empire Ottoman. Etude Statistique et Ethnographique“) в 1878 година пише, че в Капсахори (Kapsa-khori), Камбанийска епархия, живеят 258 гърци. В 1900 година според Васил Кънчов („Македония. Етнография и статистика“) в Капсохоръ живеят 200 гърци християни. По данни на секретаря на Българската екзархия Димитър Мишев („La Macédoine et sa Population Chrétienne“) в 1905 година в Капсохор (Kapsohor) живеят 200 гърци.

### В Гърция
През Балканската война в 1912 година в селото влизат гръцки части и след Междусъюзническата в 1913 година Капсохори остава в Гърция. След Първата световна война в 1922 година в селото са заселени гърци бежанци. В 1928 година Капсохори е смесено местно-бежанско селище с 1 бежанско семейство и 4 жители бежанци.
Селото традиционно произвежда памук, пшеница, захарно цвекло и боб, детелина и овошки. Занимава се и с краварство.
През 50-те години е присъединено към Александрия (Гида).
| Година    | 1913 | 1920 | 1928 | 1940 | 1951 | 1961 | 1971 | 1981 | 1991 | 2001 | 2011 | 2021 |
| --------- | ---- | ---- | ---- | ---- | ---- | ---- | ---- | ---- | ---- | ---- | ---- | ---- |
| Население | 279  | 305  | 337  | 424  | 563  |      |      |      |      |      |      |      |

## Личности
Родени в Капсохори
- Астериу (Αστερίου), Аргириос Тонопулос (Αργύριος Τονόπουλος), Георгиос Ризакис (Γεώργιος Ριζάκης) и Томас Порлиотис (Θωμάς Πορλιότης), гръцки андартски дейци, епитропи на местното гръцко училище[6]